# 预先发货清单
预先发货清单(Advance ship note或Advance ship notice) 是货物的待发货/即将发货的通知。通常以电子格式发送，是常见的EDI文件。预先发货清单可用于列出货物的内容以及相关的额外信息，例如订单信息、产品描述、物理特性、包装类型、标签、承运人信息、运输方式及运输设备。预先发货清单可使发件人能将货件的内容和运输方式通过有序且灵活的方式提前发给收件人。
预先发货清单是物流领域的新概念，其受益于现代通信方法的进步。虽然其提供的信息与提单相似，功能却很不同。提单是随着货物沿途行驶的单据，但预先发货清单的目的是在交货之前尽早向目的地的货物接收方提供货运信息来让收货方提前准备。其对物流有三个方面的影响：成本、准确性和灵活性。 
成本：现代货物收货方很少有时间来拆分运输的基本单位（纸箱或托盘）来检查货运内容，接收方更依赖于扫描运输标签上的条形码。 预先发货清单可以提供运输的基本单位的所有条形码及其表单。收货成本可降低约40%。 
准确性：收到预先发货清单后，收货方可以立刻了解货物的预期发货情况与实际发货情况之间的差异。
灵活性：了解订单的实际完成率使收货方可以在后续发货中重新分配货物。
预先发货清单结货款：预先发货清单可用于直接向供应商支付收到的货物的货款。可以通过将预先发货清单链接到公司ERP系统、给收到的货打印标签并贴在箱子上、然后将在货物中发现的出入通过EDI系统发给供应商处理。